# Дюжев Дмитро Петрович
Дмитро Петрович Дюжев (рос. Дмитрий Петрович Дюжев; нар. 9 липня 1978, Астрахань, Російська РФСР) — російський актор та співак.

## Біографія
Народився 9 липня 1978 року в місті Астрахань, РРФСР.
У 1995 році закінчив «Школу для обдарованих дітей» і вступив до ГІТІС.

## Сім'я
Батько — Дюжев Петро Валентинович (1954 — 3 квітня 2002) був актором в астраханському ТЮГу. Під час перебудови зайнявся бізнесом, володів кафе і магазином. Після смерті дочки пристрастився до спиртного. У 2002 році продав кафе «Богема» своїй невістці Сарі, а на отримані гроші встановив на могилі дочки пам'ятник із білого мармуру, після цього перерізав собі вени
Мати — Людмила Григорівна Дюжева (1957 — 25 січня 2003) померла від серцевого нападу через 9 місяців після загибелі свого чоловіка.
Сестра — Анастасія Петрівна Дюжева (23.05.1986 — 03.07.1998) померла від лейкемії в 12 років, на її лікування пішли всі гроші сім'ї, але врятувати дівчинку не вдалося.
Дружина — Тетяна Дюжева (народж. Зайцєва) одружилися 14 лютого 2008, вінчалися 20 липня 2008
Син — Іван Дюжев (народ. 8 серпня 2008).

## Громадянська позиція
За окремими повідомленнями одним з перших російських акторів з самого початку київського Майдану зайняв проукраїнську позицію, виступивши на підтримку української «Революції гідності» і засудив російську пропагандистську машину, яка взимку 2013/2014 року, ще до вторгнення російських військ в Крим і початку війни на Донбасі, розв'язала масовану антиукраїнську інформаційну війну. Пізніше Дюжев опублікував в соціальних мережах відкрите послання, яке він адресував громадянам Росії і України, в якому просив вибачення за дії російської влади, звинувативши російське керівництво в незаконних діях. У квітні 2014 ця інформація була спростована.
Фігурант бази даних центру «Миротворець» як особа, яка незаконно відвідувала окупований Росією Крим, свідомо порушуючи державний кордон України.
Підтримав вторгнення Росії в Україну.
11 травня 2022 року разом з Ларисою Доліною та Григорієм Лепсом виступив в окупованій території Донецьку на честь 8-річчя в так званий «день республіки» у псевдореспубліці «ДНР».

## Санкції
Відіграв важливу роль у російській пропаганді та підтримав російську політику, що підриває територіальну цілісність, суверенітет та незалежність України.
6 січня 2023 року доданий до санкційного списку України
2 лютого 2023 року доданий до санкційного списку Канади.

## Ролі в театрі

### Московський художній театр(з 2006- по теперішній час)
- 2006 — «Примадонни» Кена Людвіга. Режисер: Євгеній Олександрович Писарєв — Джек
- 2009 — «Дворянське гніздо» І. Тургенєва. Режиссёр: Марина Станіславівна Бруснікіна — Лаврецький

## Телебачення
Переможець другого сезону шоу «Дві зірки» в парі з Тамарою Гвердцителі.

## Фільмографія

### Кіно
| Рік  | Фільм             | Оригінальна назва                          | Роль                         |
| ---- | ----------------- | ------------------------------------------ | ---------------------------- |
| 2000 |                   | рос. 24 часа                               | сержант                      |
| 2001 |                   | рос. Яды, или Всемирная история отравлений | доктор Едма Коста            |
| 2001 |                   | рос. Апрель                                | моряк                        |
| 2002 |                   | рос. Ковчег                                | щасливий випадок             |
| 2004 |                   | рос. Всадник по имени Смерть               | Валентин Кузьмич (Євно Азеф) |
| 2004 | Російське         | рос. Русское                               | Славка                       |
| 2004 | Слухач            | рос. Слушатель                             | Сидячко                      |
| 2005 | Піжмурки          | рос. Жмурки                                | Саймон, бандит               |
| 2005 |                   | рос. Мечтать не вредно                     | Андріан                      |
| 2005 |                   | рос. Летучая мышь                          | Альфред                      |
| 2005 |                   | рос. Любовь и золото                       | капітан Корольов             |
| 2006 | Острів            | рос. Остров                                | отець Йов                    |
| 2006 | Мені не боляче    | рос. Мне не больно                         | Олег                         |
| 2006 |                   | рос. Ты – это я                            | Ігор                         |
| 2006 | День перемоги     | рос. День победы                           | Олексій Привалов             |
| 2007 |                   | рос. Путешествие с домашними животными     | Сергій                       |
| 2007 | Кука              | рос. Кука                                  |                              |
| 2007 |                   | рос. Антидурь                              | Віктор Вельмишев             |
| 2008 |                   | рос. Розыгрыш                              | Олександр Іванович, фізрук   |
| 2008 |                   | рос. Свой-Чужой                            | Матвій Радищев               |
| 2008 | Зникнення         | рос. Исчезновение                          | Сергій Вєтров                |
| 2008 |                   | рос. Тариф «Новогодний»                    | водій                        |
| 2008 |                   | рос. Золотая рыбка                         | Елвіс                        |
| 2009 |                   | рос. Обратная сторона                      | Век                          |
| 2009 |                   | рос. Каникулы строгого режима              | Євген Кольцов                |
| 2009 |                   | рос. Москва, я люблю тебя!                 | Вано                         |
| 2009 |                   | рос. Рокеры                                |                              |
| 2010 | Стомлені сонцем 2 | рос. Утомлённые солнцем 2: Предстояние     | Іван                         |
| 2010 |                   | рос. Близкий враг                          | Олег                         |
| 2010 |                   | рос. Гамлет. XXI век                       | Клавдій                      |
| 2011 |                   | рос. Утомлённые солнцем 2: Цитадель        | Іван                         |
| 2011 | Вагітний          | рос. Беременный                            | Сергій Добролюбов            |
| 2012 | Мами              | рос. Мамы                                  | Сергій                       |
| 2012 | Вождь різношкірих | рос. Вождь разнокожих                      | Гоша                         |
| 2013 |                   | рос. Иван сын Амира                        |                              |
| 2013 |                   | рос. Курьер из «Рая»                       | Вадим Горохов                |

### Телебачення
| Рік початку участі | Рік закінчення участі | Серіал        | Оригінальна назва               | Роль                                       | Кількість серій |
| ------------------ | --------------------- | ------------- | ------------------------------- | ------------------------------------------ | --------------- |
| 2002               |                       |               | рос. Марш Турецкого             | Саша, власник кафе                         |                 |
| 2002               |                       | Бригада       | рос. Бригада                    | Космос Юрійович Холмогоров («Кос»), бандит |                 |
| 2002               |                       |               | рос. Светские хроники           | фотограф Пєтєчка                           |                 |
| 2003               |                       |               | рос. Родина ждёт                | Микола Ковчугін                            |                 |
| 2003               |                       |               | рос. На углу, у Патриарших 3    | бандит                                     |                 |
| 2003               |                       |               | рос. Стилет                     | охоронець у казино                         |                 |
| 2004               |                       |               | рос. Команда                    | Марк Левін                                 |                 |
| 2004               |                       |               | рос. Самара-городок             | Микита Хабаров, хокеїст                    |                 |
| 2005               |                       |               | рос. Охотники за иконами        | Рубль, шахрай                              |                 |
| 2005               |                       |               | рос. Счастливый                 | Микита, друг Артема                        |                 |
| 2006               |                       |               | рос. Карамболь                  | Слуцький                                   |                 |
| 2009               |                       | Вербна неділя | рос. Вербное воскресенье        | Артур Нікітін                              |                 |
| 2011               |                       |               | рос. Дело было на Кубани        | Григорій Лютий                             |                 |
| 2011               |                       |               | рос. Утомленные солнцем 2       |                                            |                 |
| 2012               |                       |               | рос. Одесса-мама                | Андрій Чебанов                             |                 |
| 2013               |                       |               | рос. Истребители                | Ілля Бестужев                              |                 |
| 2015               |                       |               | рос. Истребители: Последний бой | Ілларіон Бестужев                          |                 |

## Озвучування
| Рік  | Фільм                                | Оригінальна назва                         | Роль    |
| ---- | ------------------------------------ | ----------------------------------------- | ------- |
| 2007 |                                      | рос. Лягушачий рай                        |         |
| 2008 | Про Федота-стрільця, удалого молодця | рос. Про Федота-стрельца, удалого молодца | генерал |
| 2012 |                                      | рос. Печать царя Соломона                 |         |
| 2013 |                                      | рос. Как поймать перо Жар-Птицы           | вовк    |